# Dolomedes mizhoanus
Espèce
Dolomedes mizhoanus est une espèce d'araignées aranéomorphes de la famille des Dolomedidae.

## Distribution
Cette espèce se rencontre à Taïwan, en Chine, au Laos et en Malaisie.

## Description
La femelle holotype mesure 18 mm.
Les mâles mesurent de 10,40 à 14,09 mm.

## Systématique et taxinomie
Cette espèce a été décrite par Kishida en 1936.

## Étymologie
Son nom d'espèce lui a été donné en référence au lieu de sa découverte, Mizho.

## Publication originale
- Kishida, 1936 : « A synopsis of the Japanese spiders of the genus Dolomedes. » Acta Arachnologica, vol. 1, p. 114-127.